# 田辺修斗
田辺 修斗（たなべ しゅうと、1993年5月22日 - ）は、日本の俳優である。
東京都三鷹市出身。スターダストプロモーションに所属していた。

## 略歴
2005年の小学6年生のとき、横浜でスカウトされ、スターダストプロモーションに所属する。
デビュー作となった、2008年公開の映画『サウスバウンド』では6回のオーディションにより準主役を勝ち取り注目集めるようになり、テレビドラマ『3年B組金八先生』の出演により世間に知られるようになる。

## 出演

### テレビドラマ
- 3年B組金八先生（TBS） - 五十嵐雅迪 役
  - 第8シリーズ（2007年10月11日 - 2008年3月20日）
  - 3年B組金八先生ファイナル〜『最後の贈る言葉』（2011年3月27日）
- 土曜ワイド劇場 法律事務所「十字架型に重なる二つの死体〜乗馬クラブ殺人事件!」（2008年4月12日） - 杉本博（子供時代） 役
- 原爆63年目の真実 幻の原爆開発計画〜ウランを素手で掘った少年たち〜（2008年8月2日、テレビ朝日） - 永田不二夫 役
- 東京少女 岡本杏理 旅の途中（2008年8月23日・30日、BS-i） - 颯太 役

### CM
- P&G ファブリーズ（2009年）

### 映画
- サウスバウンド（2007年10月6日、角川映画） - 上原二郎 役
- 20世紀少年（2008年8月30日、東宝） - ケンヂ（中学生時代） 役
- 20世紀少年 最終章 ぼくらの旗（2009年8月29日、東宝） - ケンヂ（中学生時代） 役

### ミュージックビデオ
- GReeeeN『キセキ』（2008年5月28日）
- supercell『君の知らない物語』（2009年8月12日）